# Хан, Имран Ахмад
Имран Насир Ахмад Хан (англ. Imran Nasir Ahmad Khan; род. 6 сентября 1973 года, Дьюсбери, Уэст-Йоркшир, Англия) — бывший британский политик и осужденный сексуальный преступник. Он занимал должность члена парламента (MP) от Уэйкфилда с парламентских выборов 2019 года до 2022 года. Избранный от Консервативной партии, Ахмад Хан был лишен партийного кнута в июне 2021 года; впоследствии он был исключен из партии после уголовного осуждения за сексуальное насилие над ребёнком в 2022 году.
Ахмад Хан утверждает, что родился в Уэйкфилде в Уэст-Йоркшир, хотя в записи о его рождении указано, что он родился в Дьюсбери. Он учился в Институте Пушкина в Москве и Королевском колледже Лондона. Работал в Организации Объединённых Наций в качестве специального помощника по политическим вопросам в Могадишо и в качестве старшего консультанта в M&C Saatchi. Будучи сторонником Брексита, он был избран на парламентских выборах 2019 года и приписал свою победу поддержке избирателями выхода из Европейского союза на референдуме 2016 года.
В 2021 году ему было предъявлено обвинение в соответствии с Законом о сексуальных преступлениях 2003 года в сексуальном насилии над 15-летним мальчиком в 2008 году. Ахмад Хан «категорически» отрицал обвинение. 11 апреля 2022 года, после двухнедельного судебного процесса в Королевском суде Саутварка, он был осужден за сексуальное насилие над несовершеннолетним. Он ушёл в отставку с поста депутата 3 мая и был приговорен к 18 месяцам тюремного заключения 23 мая, отбыв девять из них, прежде чем был освобождён в феврале 2023 года.

## Личная жизнь
- Отец Хана, консультант-дерматолог, родился в Мардане, Британская Индия (ныне Пакистан)[11].
- Его мать, медсестра, родилась в Великобритании[12].
- У него есть сестра и два брата[13], один из которых — Карим Хан, британский юрист, прокурор Международного уголовного суда[14].